# Малореченка
Малореченка — река в России, протекает по Воронежской и Тамбовской областях. Правый приток реки Токай.
Площадь водосборного бассейна — 115 км².

## География
Река Малореченька берёт начало у деревни Николаевка Токаревского района Тамбовской области. Течёт на юг, пересекает границу Воронежской области. Устье реки находится на северной окраине села Ростоши Эртильского района в 56 км по правому берегу реки Токай. Длина реки составляет 32 км.

## Данные водного реестра
По данным государственного водного реестра России, относится к Донскому бассейновому округу, водохозяйственный участок реки — Савала, речной подбассейн реки — Хопер. Речной бассейн реки — Дон (российская часть бассейна).
Код объекта в государственном водном реестре — 05010200312107000007331.